# روكا دي بالدي
روكا دي بالدي هيبلدية (كوميون) في مقاطعة كونيو في منطقة بيدمونت الإيطالية، وتقع على بعد نحو 70 كيلومتر (43 ميل) جنوب تورينو ونحو 15 كيلومتر (9 ميل) شمال شرق كونيو.
تقع روكا دي بالدي على حدود البلديات التالية: ماليانو ألبي، موندوفي، موروتزو، سانت ألبانو ستورا.